# Сельце-Праве
Сельце-Праве (пол. Sielce Prawe) — село в Польщі, у гміні Макув Скерневицького повіту Лодзинського воєводства.
Населення — 241 особа (2011).
У 1975-1998 роках село належало до Скерневицького воєводства.

## Демографія
Демографічна структура станом на 31 березня 2011 року:
|          | Загалом | Допрацездатний вік | Працездатний вік | Постпрацездатний вік |
| -------- | ------- | ------------------ | ---------------- | -------------------- |
| Чоловіки | 117     | 17                 | 80               | 20                   |
| Жінки    | 124     | 22                 | 62               | 40                   |
| Разом    | 241     | 39                 | 142              | 60                   |